# 杰雅提里县
杰雅提里县，又译泽亚提里县，是缅甸内比都联邦区下辖的一个县。

## 历史沿革
2022年4月30日，缅甸政府以欧塔拉县杰雅提里镇区和波巴提里镇区新设杰雅提里县。

## 行政区划
杰雅提里县下辖杰雅提里镇区和波巴提里镇区2个镇区。